# 華納音樂集團
華納音樂集團股份有限公司（英語： / 簡稱：）是一家總部位於美國紐約市的跨國娛樂和唱片的綜合集團。它是“全球三大唱片公司”之一，公司規模僅次於環球音樂集團和索尼音樂娛樂集團。華納音樂集團曾經是時代華納（後改名華納媒體而現名華納兄弟探索）的一部分。它曾於2005年至2011年期間在紐約證券交易所上市交易，後宣佈私有化並出售給阿卡斯工業。2020年，華納音樂集團宣佈在納斯達克進行第二次公開募股並再度成為上市公司。華納音樂集團目前年營業額達數十億美元，同時僱用超過4,500名員工並在全球50多個國家或地區開展業務。
華納音樂集團擁有並經營著一些在全球規模最大和最成功的音樂廠牌，這其中包括厄勒克特拉唱片、重奏唱片、華納唱片、帕洛風唱片（原屬於EMI）和大西洋唱片；同時它還擁有世界上最大的音樂出版公司之一——華納查普爾音樂。而自2018年8月2日併購Uproxx後，華納音樂集團也開始涉足數字媒體產業。

## 公司歷史

### 1950年代至1960年代
1957年，由於身為製片廠的華納兄弟在當時並沒有唱片業務部門，這導致其簽約演員泰布·亨特與派拉蒙影業旗下的唱片公司點唱片簽署了唱片代理協議並發行了一首拿下排行榜第一的單曲《年輕的愛》。為了防止這種為人做嫁衣的情況再度發生並充分利用音樂業務，華納兄弟唱片公司於1958年成立。該公司最初的辦公地點位於加利福尼亞州伯班克市華納大道（Warner Boulevard）的華納兄弟片場機械車間的樓上。1963年，華納收購了由法蘭克·辛納屈於三年前成立的唱片公司重奏唱片；他當初成立這家公司的初衷在於獲得自己唱片創意的更多控制權。通過對重奏唱片的收購，華納成功將莫·奧斯汀招攬至麾下，而他也對日後華納 / 重奏公司（Warner/Reprise）的成功居功至偉。
1967年，華納兄弟被出售給七藝製作並改組成為華納兄弟—七藝公司。隨後新公司便收購了於1947年成立的大西洋唱片及其子公司艾特科唱片；而直至公司在2013年收購帕洛風唱片之前，大西洋唱片都是華納音樂集團旗下最資深的音樂廠牌。通過這次收購，華納也獲得了與尼爾·楊的合作權，他在當初是水牛春田合唱團的成員。尼爾·楊是迄今華納音樂集團簽約時間最長的歌手，他不僅發行個人唱片也與大西洋唱片、艾特科唱片及重奏唱片旗下的團體合作發行唱片。不過也在楊與華納的合作期間，他也在格芬唱片合作錄製了5張專輯。由於格芬唱片現在隸屬於環球音樂集團，因此環球音樂也成為唯一擁有尼爾·楊不屬於華納音樂所有權唱片發行權的主流唱片公司。
大西洋唱片及其子公司艾特科唱片並附屬的關聯公司斯塔克斯唱片的併入為華納在業界的崛起鋪平了道路。這次收購為華納帶來了大西洋唱片過往所發行的利潤豐厚的曲庫，這其中就包括雷·查爾斯、漂流者組合、貿易船組合等人的唱片。1960年代中期，大西洋 / 斯塔克斯唱片發行了一系列具有里程碑意義的騷靈樂唱片，而參與錄製的歌手有布克爾·T與M.G.'s樂隊、山姆與戴夫、威爾遜·皮克特、奧蒂斯·雷丁、班·伊·金、艾瑞莎·弗蘭克林等人。但是這次收購也導致了斯塔克斯唱片與大西洋唱片的最終分道揚鑣，起因是七藝製作堅持要保留斯塔克斯唱片所發行作品的相關版權。而在1960年代末到1970年代期間，大西洋唱片果斷進軍搖滾樂與流行樂市場，他們與包括齊柏林飛艇、奶油樂隊、克羅斯比、史提爾斯、納許與尼爾·楊、YES樂隊、愛默生、雷克與帕瑪、創世紀樂團、普通白人樂隊、約翰博士、深紅之王、貝蒂·蜜勒、羅西音樂和外國人樂隊等美國和英國的主要樂隊簽約。
1958年，華納唱片曾試圖組建一個供內部使用的發行網絡，但並未成功。因此在1969年的時候，厄勒克特拉唱片的老闆雅克·霍爾茲曼開始與大西洋唱片的傑瑞·維克斯勒接洽並提議組建一個供華納唱片、厄勒克特拉唱片和大西洋唱片使用的聯合發行網絡。他們很快就在南加州地區組建了一個實驗性的分公司，並以此作為一個未來可以擴大業務的原型。

#### 搶班奪權
在大西洋唱片併入華納兄弟—七藝公司的音樂部門，原有的音樂部門不可避免地出現了以艾哈邁德·艾特根為首的大西洋 / 艾特科派和由麥克·梅特蘭（Mike Maitland）領導的華納 / 重奏派。僅僅在兩年後的1969年，艾特根與梅特蘭的關係便已經水火不容，他將對方視為自己的最主要競爭對手。而此時的梅特蘭認為自己身為華納兄弟—七藝公司音樂部分的副總裁，他理應對所有的唱片業務擁有最終決定權；同時他還認為應該將包括行銷與發行等大部分的大西洋唱片幕後職能部門與華納 / 重奏的現有部門合併。這些做法無疑激怒了艾哈邁德·艾特根，他開始擔心梅特蘭在音樂部門內擁有比他更大的權力，因此他才決定迅速採取行動來保障自己的地位並尋求罷免梅特蘭。
麥克·梅特蘭當時推遲了與華納兄弟唱片和重奏唱片兩家廠牌的總裁喬·史密斯和莫·奧斯汀的續約談判，這為艾哈邁德·艾特根找到了削弱其權力的突破口。當時已經是公司大股東的傑瑞·維克斯勒發現了合約問題，他立即聯合艾哈邁德·艾特根向當時華納兄弟—七藝公司的高管艾略特·海曼施壓，要求立刻公司馬上同喬·史密斯及莫·奧斯汀完成續約。他們給出的理由是擔心這兩位高管可能會跳槽到競爭對手的唱片公司；不過事實上奧斯汀在當時的確已經收到了包括米高梅唱片和美廣唱片等競爭公司的邀約。
同樣在1969年，金尼全國公司以4億美元的價格收購了華納兄弟—七藝公司。這筆收購金額相當於艾略特·海曼當年收購華納兄弟影業、重奏唱片及大西洋唱片三家公司總金額的八倍有餘，這無疑證明了海曼在投資上的獨到眼光。金尼全國公司的創始人史蒂夫·羅斯將原本只是經營停車場業務的金尼停車公司發展成了一家盈利頗豐的綜合企業；其旗下業務包括漫畫出版、經紀代理、停車及清潔服務等。在完成收購後，華納音樂集團曾短暫以“金尼音樂（Kinney Music）”這個統合品牌名出現，原因是當時美國政府以反壟斷法禁止華納兄弟唱片、重奏唱片及大西洋唱片完全合並為一家公司。
在金尼全國公司完成對華納兄弟—七藝公司的收購後，作為新公司老闆的史蒂夫·羅斯主要致力於重建當時已經陷入困境的電影部門，不過他也非常樂於傾聽唱片部門的建議，因為他知道唱片部門創造了集團的大部分利潤。而也就在這個時候，艾哈邁德·艾特根開始了對麥克·梅特蘭的攻擊。當時大西洋唱片已經承諾協助華納兄弟唱片在美國本土以外組建分公司，而首家華納兄弟唱片的海外分公司就準備設立在澳大利亞。但是當華納高管菲爾·羅斯（Phil Rose）抵達澳大利亞後卻發現大西洋唱片剛好在一周前與華納兄弟唱片的競爭對手節日唱片（隸屬於默多克的新聞有限公司）簽訂了為期四年的發行合約。儘管麥克·梅特蘭為此向金尼高管泰德·阿什利抱怨但無濟於事，因為艾特根已經做好準備對梅特蘭採取行動。
就像當初對艾略特·海曼做的那樣，艾哈邁德·艾特根也敦促史蒂夫·羅斯盡快完成與喬·史密斯和莫·奧斯汀的續約；羅斯採納了這個建議。然而此時的奧斯汀已經收到了包括米高梅唱片和美廣唱片在內的多家唱片公司的簽約邀請，因此當他在1971年1月與艾特根會面並被承諾將接替麥克·梅特蘭的工作時，他並不願意立即簽約。而艾特根則暗示奧斯汀，梅特蘭即將離開公司，而他則將接手公司的唱片部門。艾特根之所以有這般底氣在於艾哈邁德·艾特根與內蘇西·艾特根兄弟及傑瑞·維克斯勒等大西洋唱片的高管都持有金尼公司的股份，而華納 / 重奏系高管則並非公司股東。
不過莫·奧斯汀卻擔心他一旦接受這個職位將被原來華納兄弟唱片的員工視為對麥克·梅特蘭的背叛。這個擔憂是可以理解的，但奧斯汀很快就被他的律師說服了。他的律師提醒他不管他是否接受這個職位，梅特蘭的離開都是不可避免的；簡而言之就是“別當個笨蛋（Don't be a schmuck）”。1971年1月25日，泰德·阿什利來到梅特蘭的家裡並通知他已被解僱，而梅特蘭隨後拒絕了一份來自電影製片廠的工作。一周後，莫·奧斯汀被任命為華納兄弟唱片的總裁，而喬·史密斯則成為公司的執行副總裁。雖然此時的艾哈邁德·艾特根在名義上依然只是大西洋唱片的負責人，但由於奧斯汀和史密斯的新職位都是源自其功勞，所以艾特根在實際上已經是整個華納音樂部門的總負責人。很快艾特根就被正式任命為負責音樂部門的執行副總裁。同年稍晚的時候，梅特蘭加盟了MCA唱片並成功整合了這家音樂廠牌，這是他當年在華納所沒有做到的。

### 1970年代
1970年代，金尼集團已經在美國唱片工業中佔據了主要地位。1970年，金尼以1,000萬美元的價格收購了厄勒克特拉唱片及其姊妹公司無雙唱片（由雅克·霍爾茲曼於1950年創立）；因此金尼集團獲得了門戶合唱團、蒂姆·伯克利、愛樂團等頂級搖滾樂藝人的唱片合約和具有歷史意義的民謠樂曲庫，以及以平價古典樂唱片而獲得商業成功的音樂廠牌——無雙唱片。
事實上，金尼集團收購厄勒克特拉唱片和無雙唱片除了豐富了自身的民謠樂、古典樂及世界音樂曲庫外，更是獲得了雅克·霍爾茲曼這位業界資深高管的加盟。霍爾茲曼在金尼集團內為其唱片部門服務了兩年，但他也在那時表達自己從業20年後已經感到“筋疲力竭”。史蒂夫·羅斯獲悉後便任命霍爾茲曼為集團“七人顧問團”的一員，希望他能夠負責調查新技術為公司業務帶來機遇；而霍爾茲曼欣然接受了這個職位。同年，該集團在澳大利亞和加拿大設立了首批海外辦公室；也是在這個時期，金尼集團將“七藝”這個名字從華納兄弟的商標中剔除。華納兄弟唱片在同期也成立了一家名為卡薩布蘭卡唱片的子公司並交由尼爾·博格特負責；不過在幾年後這家廠牌便從華納兄弟內部獨立出來。

#### 內部結盟
在完成對厄勒克特拉唱片的收購後，金尼集團的下一步計劃就是為旗下幾個音樂廠牌整合出一個內部發行部門。也恰好在這個時期，華納 / 重奏唱片對於當時負責代理其唱片分銷的發行公司也不滿到了極致；根據時任華納兄弟唱片副總裁的喬·史密斯的回憶，感恩至死在那時正逐步成為全美最受歡迎的搖滾樂團，但發行商那邊的唱片備貨卻時常不足。這些情況都促使內部發行部門的正式成立。而到了1972年末，隨著美國修改其國內的反壟斷法，金尼集團得以將這個發行部門改名為“華納—厄勒克特拉—大西洋（Warner-Elektra-Atlantic）”並簡稱為。1991年，公司再度改名為“華納音樂”；而“集團”則是在2001年其母公司並購為美國在線時代華納公司後添加。
是重金屬搖滾樂早年的王牌廠牌，當時的英國三大先鋒樂隊齊柏林飛艇、黑色安息日和深紫都與簽約；至少他們在美國的唱片合約是如此。而最早與簽約的美國重金屬藝人則包括埃利斯·庫珀、玫瑰山樂團、范海倫樂團等。
儘管金尼集團已經為其唱片事業整合出內部發行部門“華納—厄勒克特拉—大西洋”，但是其在美國以外的生產、發行和宣傳業務都是通過與當地唱片公司簽署授權協議而進行。因此金尼在組建內部發行部門的同時也開始在海外各主要唱片市場建立子公司。1970年，澳大利亞華納唱片公司（Warner Bros. Records Australia）成立；隨後很快就在英國、歐洲及日本成立了分支機構。1971年7月，內部發行部門組建為華納—厄勒克特拉—大西洋發行公司並沿用這個縮寫名。華納—厄勒克特拉—大西洋發行公司很快就在美國國內組建起8家分公司；曾經為《公告牌》作者並早年為華納廣告與銷售部門負責人的喬爾·福爾德曼（Joel Friedman）出任該公司美國國內業務的負責人；而艾哈邁德·艾特根的弟弟內蘇西·艾特根則負責監督其國際業務。內蘇西和他的兄弟艾哈邁德一樣都是土生土長的土耳其人，在向世界目標市場成功推廣其國際藝人時展現出全球視野和獨立於美國同行的能力。內蘇西一直領導國際直至他在1987年宣佈退休。事實上，一個由大西洋唱片的戴夫·格魯（Dave Glew）、華納兄弟唱片的埃德·羅森布拉特（Ed Rosenblatt）和來自厄勒克特拉唱片的梅爾·波斯納（Mel Posner）所組成三人委員會通過這個新部門來監督各自廠牌的推廣和發行整合；他們也都是各自所屬廠牌的資深行銷主管。但是，這三家廠牌的藝人與作品事務則依然由各自廠牌負責，並且他們在推廣和廣告方面也會沿用各自的經驗。
1971年7月1日，華納旗下廠牌效仿他們在加拿大和澳大利亞成立類似合資企業的模式在英國與CBS唱片建立了合作夥伴關係並由他們在英國負責出版和發行華納 / 重奏廠牌下的相關唱片。不過這是一項合作性企業，而非正式註冊的商業合作夥伴關係。報道這次合作的《公告牌》文章也指出，儘管美國唱片市場競爭激烈，但CBS唱片的母公司CBS依然會在其所屬的電視網和電台播出來自華納 / 重奏廠牌下的音樂。但這個計劃對於英國音樂出版商派唱片來說卻非常糟糕，因為華納 / 重奏曾是它的最大客戶。而且隨著大西洋唱片的曲庫在1972年正式歸屬金尼集團，這將使得華納在英國的曲庫得到極大豐富，也勢必讓它與CBS唱片的合作公司佔據英國市場約25%至30%的份額。
1971年4月，得益於艾哈邁德·艾特根的主要影響，金尼集團宣佈了一項重大事項，即他們將收購由滾石樂隊所創建新廠牌滾石樂隊唱片的全球版權。此次收購正值滾石樂隊與英國迪卡唱片合約到期並剛好結束與其前經理人艾倫·克萊因的激烈糾紛之後。根據協議條款，滾石樂隊在美國的唱片業務將由大西洋唱片旗下廠牌艾特科唱片負責，而其他地區則由華納兄弟唱片負責。
在此期間，金尼集團最具價值的投資之一莫過於與搖滾樂團佛利伍麥克的簽約。佛利伍麥克在1971年移居美國後便與重奏唱片簽約並在該公司的支持下度過了成員動蕩期及銷量不景氣時期；雖然他們此時依然是各大音樂會受歡迎的嘉賓，但他們的唱片銷量卻非常低迷。但極具諷刺意味的是，當樂團的唱片合約從重奏唱片改簽到華納兄弟唱片並招募到新成員林賽·白金漢和史蒂薇·妮克絲後，他們便憑藉歌曲《里安農》走紅；隨後他們又繼續憑藉暢銷專輯《佛利伍麥克同名專輯》、《謠言》和《獠牙》而鞏固了他們的地位。

#### 分拆更名
1972年，由於金尼全國公司旗下的停車服務在定價方面涉及財務醜聞，故而不得不將其所有非娛樂資產剝離並組建為全國金尼公司；而擁有全部娛樂資產的金尼全國公司則改名為華納傳播公司（Warner Communications Inc.）。
同樣也是在1972年，華納成功收購了大衛·格芬的庇護所唱片。這筆價值700萬美元的收購為華納帶來了為其在隨後取得極大成功的幾位關鍵藝人，這包括琳達·羅什塔、老鹰樂團、傑克遜·布朗、瓊妮·蜜雪兒及後來的沃倫·澤文。但很快就有傳言指出華納方面對這次收購產生了憂慮，因為這其中可能涉及對加利福尼亞州勞工法的法律風險。因為大衛·格芬不僅是庇護所唱片的老闆，同時他還是庇護所唱片旗下許多樂隊的經理人，這樣的地位可能會涉及到利益衝突方面的懷疑。這次交易的內容包括庇護所唱片的廠牌及過往所出版的唱片，同時還包括格芬名下那些獲利頗豐的出版資產以及他與合夥人艾略特·羅伯茨所共同管理的一些藝人的版權收益。格芬接受了來自華納傳播公司的一份為期5年的合約並將其在格芬—羅伯茨管理公司的75%股份移交給艾略特·羅伯茨。在這次收購中，華納傳播公司實際上向格芬和羅伯茨支付了當時價值475萬美元的121,952股華納傳播公司的普通股及40萬美元的現金，並承諾在未來進一步支付價值160萬美元的普通股。
雖然這筆交易在發生時看上去對大衛·格芬來說是有利可圖，但很快格芬就會覺得後悔了。大衛·格芬極大地低估了自己資產的價值，因為在庇護所唱片成為華納子公司的第一年，僅僅依靠琳達·羅什塔和老鹰樂團的專輯銷售額就遠超庇護所唱片的出售價格。而更讓格芬感到憂心的是他所持有的公司股票市價在庇護所唱片出售半年後便從450萬美元暴跌至50萬美元。大衛·格芬不得不要求華納傳播公司老闆史蒂夫·羅斯出手干預此事，而羅斯則同意與格芬簽署一份補償協議以在未來五年內支付股票下跌所導致的損失。而根據雅克·霍爾茲曼的建議，羅斯同意將庇護所唱片從原來所屬的大西洋唱片手中移交到厄勒克特拉唱片處並與之合併；隨後羅斯又任命大衛·格芬為合併後新唱片公司的運營負責人。
1977年，華納兄弟音樂公司在其總裁艾德·西爾弗斯（Ed Silvers）的領導下成立了太平洋唱片（Pacific Records），這家新廠牌主要為華納兄弟音樂旗下的作曲家服務並對應地由大西洋唱片負責發行。阿倫·奧戴成為第一個與該廠牌簽約的藝人並於1977年2月發行了他的出道單曲《神秘天使》；這首單曲被奧戴形容為一篇“午夜時分的中篇小說”。在幾個月之內，這張單曲便在全美售出約200萬份並成為冠軍單曲。這首單曲在澳大利亞也很受歡迎，在澳大利亞單曲榜上拿下第九名的成績。《神秘天使》讓阿倫·奧戴成為美國少數幾位既可以為自己創作冠軍單曲又能為其他藝人創作冠軍單曲的唱作人，這使得他成為一個專屬俱樂部的成員。
華納傳播公司在1970年代末的幾次新簽約使得其在1980年代在音樂產業界獲得有利地位。與西摩·斯坦因的陛下唱片（後被華納兄弟唱片收購）的合作為華納傳播公司帶來了數位重量級朋克搖滾和新浪潮音樂藝人，這其中就包括偽裝者合唱團、雷蒙斯、傳聲頭像及在當時已經冉冉升起的新星麥當娜。同時厄勒克特拉唱片與汽車合唱團簽約，而華納兄弟唱片也簽下了王子，這都為帶來了近十年來最暢銷的幾張唱片。
旗下廠牌也發行了許多獨立廠牌的唱片，例如：華納兄弟唱片就發行過筆直唱片、審慎唱片、怪誕唱片、熊莊唱片和格芬唱片（1990年出售給MCA公司）的唱片作品；而大西洋唱片則發行過天鵝之歌唱片的作品。1975年，在代理發行業務方面取得重大成績，它成功拿下小島唱片在美國本土及部分國家的代理發行權。在未來的14年裡，小島唱片旗下包括巴布·馬利、U2樂團、羅伯特·帕爾默、炭疽樂團、湯姆·威茲先後以旗下華納兄弟唱片和大西洋唱片的名義發行唱片。這次合作直至1989年因為小島唱片被寶麗金收購而結束。

### 1980年代

WEA國際公司的標誌。

1982年初，一個僅在版權文件中出現的部門國際公司（WEA International Inc.）成立了。該部門主要負責華納兄弟唱片、厄勒克特拉唱片和大西洋唱片所出版唱片在美國之外的國際市場發行工作；而國際公司中的其實就是華納兄弟唱片（Warner Bros.）、厄勒克特拉唱片（Elektra）和大西洋唱片（Atlantic）三家廠牌英文名的首字母縮寫。
1983年，美國的聯邦貿易委員會和西德的聯邦卡特爾辦公室阻止了與寶麗金之間的跨國並購案。因此持有寶麗金一半股權的飛利浦公司轉而向持有另一半股份的持有者西門子公司收購40%的寶麗金股份並在1987年完成了對整個寶麗金剩下股份的收購。也是在這一點，寶麗金宣佈剝離了公司的電影和出版業務，並關閉了寶麗金影業和將查普爾音樂作價2.75億美元出售給華納。
1976年，華納收購了雅達利電腦公司，這讓它在數字娛樂方面的發展早期短暫處於領先地位。同時華納也與音樂電視網共同開創了音樂視聽娛樂領域的先河，而音樂電視網其實就是由華納傳播與美國運通合作成立的華納—美國運通所創建並擁有；同時該合資公司還負責運營其所有的有線電視服務，這其中就包括實驗性互動電視項目“立方體電視”，而音樂電視網就是從該項目裡孵化出來的。但是到了1984年的時候，華納迅速剝離了它在近期收購的一系列公司，這就包括雅達利、富蘭克林造幣廠、全景電影、MTV電視網等。這在很大程度是由於1983年美國遊戲業大蕭條所導致，而這次大蕭條的導火索就是雅達利；同時也由於華納—美國運通的有線電視系統擴張受挫，這都導致了華納財務數據及投資者信心下跌。
1986年，成立了WEA製造，這家公司主要負責黑膠唱片、卡式錄音帶及CD的製作。
1988年，華納收購了德國古典音樂廠牌泰德克和英國音樂廠牌磁體唱片。
1989年，華納傳播宣佈與時代公司合並為時代華納公司；整個交易於1990年完成。
而在收購的同時，華納依然繼續收購著獨立音樂廠牌。它在1989年收購了義大利的通用唱片公司和日本的MMG唱片。

### 1990年代
在整個1990年代，時代華納都是全球最大的媒體公司；其資產超過200億美元，而年收入更是達數十億美元。1991年，華納旗下各音樂廠牌的總銷售額超過30億美元，營業利潤達到了5.5億美元；而到了1995年，華納音樂部門已經在美國音樂產業內佔據了主導地位，市場份額達到美國國內的22%。在時代華納完成合併後，華納音樂部門內部的收購及改革仍在繼續，1990年，收購了法國音樂廠牌職業唱片；1992年，收購了法國主要古典樂音樂廠牌厄剌托；1993年，更是接連收購了西班牙的德羅唱片、匈牙利的磁子唱片（Magneoton）、瑞典的斯德哥爾摩電報唱片（Telegram Records Stockholm）、巴西的大陸唱片和芬蘭的法澤爾音樂。同時，更名為“華納音樂（Warner Music）”。大西洋唱片也在1990年代推出了兩個子廠牌——東西唱片和新視鏡唱片。東西唱片在1995年合併了艾特科唱片並在最後併入到厄勒克特拉唱片；而新視鏡唱片則在引發許多爭議後於1996年被MCA音樂娛樂公司收購。
1992年，華納音樂遭遇了其歷史上最嚴重的公關危機事件之一。當時由華納兄弟唱片旗下藝人Ice-T為首的死亡人數樂團發行了一張融合了重金屬音樂與饒舌風格的同名專輯，而專輯中包含了一首影射羅德尼·金案的單曲《警察殺手》。這首歌不僅極具挑釁，同時還因為這首單曲的發行日期在羅德尼·金案宣判涉案警察無罪開釋之前；羅德尼·金案本身就非常具有爭議性並由此引發了1992年洛杉磯暴動，因此這首歌曲在發行後立刻成為全美關注的焦點。在那年的夏天，針對這首單曲的投訴在不斷升級。保守派警察協會組織呼籲抵制與時代華納有關的產品；包括老布什在內的政治人物抨擊華納兄弟唱片發行這首歌曲；華納音樂的高層收到死亡威脅；時代華納的股東威脅要退出這家公司，甚至連新西蘭的警務處長也曾威脅要禁止這張專輯的發行但未獲成功。儘管Ice-T事後表示自願發行刪去《警察殺手》的專輯，但當時來自公眾的憤怒打亂了華納音樂的運營。因此華納兄弟唱片在1993年1月與Ice-T達成一項秘密協議，以歸還母帶版權為代價與Ice-T和平解約。
同樣是在1992年，犀牛唱片與大西洋唱片簽署了發行協議；時代華納娛樂公司收購犀牛唱片50%的股份，而犀牛唱片則獲准發行大西洋唱片曲庫內的過往唱片。
1994年，加拿大飲料巨頭西格集團收購時代華納14.5%的股份；而華納音樂的出版部門（即現在的華納查普爾音樂）則收購了CPP / 貝爾溫（CPP/Belwin），這使得華納音樂一舉成為當時全球最大的歌曲版權所有者及樂譜出版商。1996年，時代華納娛樂再度擴張了在媒體控股的版圖，它們完全收購了特納廣播公司；特納廣播公司當時的資產包括特納有線電視聯播網、有線電視新聞網及影視製作公司城堡石娛樂和新線影業。這次收購為華納帶來的巨大收益，例如廣受好評的電視劇《宋飛傳》與票房奇跡“魔戒電影三部曲”。
時代華納在這一時期的高歌猛進並未能掩蓋其內部的暗潮湧動。截至1990年代初，像莫·奧斯汀和蘭尼·沃倫克這樣的高管已經在自己的崗位上待了幾十年；這樣的情況在美國音樂產業界非常罕見，而史蒂夫·羅斯的去世則導致時代華納這套既有的等級制度遭受到了強烈衝擊。在接下來的幾年裡，華納音樂部門越發受到母公司內部爭權奪利的掣肘，這最終導致1994年至1995年的一系列重要高管職位的變動；《紐約時報》將這描述為“一場事實上的內戰（a virtual civil war）”。這場“內戰”的核心衝突發生在莫·奧斯汀與時任華納音樂集團董事長羅伯特·莫加多（Robert Morgado）之間。羅伯特·莫加多在1980年後期末加盟華納，他曾任紐約州州長休·凱里的幕僚長；因此他被認為是一個政治背景深厚但缺乏音樂產業相關從業經驗的人，所以這導致他在華納音樂部門內部被視為局外人。儘管如此，他還是得到了來自史蒂夫·羅斯和傑拉爾德·萊文的支持。尤其是在他幫助華納電腦遊戲部門的開支之後便在1985年晉升為華納國際音樂部門的主管。
自被任命為華納兄弟唱片的主管以來，莫·奧斯汀一直是向史蒂夫·羅斯及其繼任者傑拉爾德·萊文匯報工作；但在奧斯汀的工作合約需要在1993年續簽的時候，羅伯特·莫加多為了加強自己的權威而堅持要求奧斯汀應該直接向自己匯報工作。1994年7月，在莫加多任命原大西洋唱片主管道格·莫里斯來領導華納音樂集團後，他與奧斯汀等人的衝突達到了頂點。很多人都認為，莫加多的這次任命其實就是為了逼迫奧斯汀與厄勒克特拉唱片主管鮑勃·克拉斯諾盡快離職。1994年8月，在莫加多宣佈他對華納音樂集團的新領導架構後的第二天，鮑勃·克拉斯諾宣佈從厄勒克特拉唱片辭職。而在幾天後，為華納音樂集團服務超過30年並擔任華納兄弟唱片董事長兼執行長20年的莫·奧斯汀也宣佈自己將不會和華納續約並表示自己將在1994年12月31日前離開華納音樂集團。在接下來一個月裡，有關華納音樂集團的各種負面新聞充斥在媒體上，其中最為引人矚目的是厄勒克特拉唱片旗下的王牌樂團金屬製品與該廠牌對簿公堂；金屬製品要求與厄勒克特拉唱片解除合約並拿回其所有的母帶版權，理由是羅伯特·莫加多拒絕履行他們與鮑勃·克拉斯諾在他離職前所達成的協議。
莫·奧斯汀的離職標志著華納兄弟唱片的企業文化將發生巨大改變，這讓業內人士及奧斯汀所培養的藝人們感到沮喪。當時曾有傳言表示蘭尼·沃倫克將會接替奧斯汀出任華納兄弟唱片的董事長兼執行長，但他在1994年10月便宣佈自己將不會接任這兩個職位；儘管沃倫克曾在稍早前表示會繼續留任華納兄弟唱片的總裁一職，可那時就有很多人猜測他會辭職離開，結果他很快就宣佈了自己的辭職消息。隔年，他與莫·奧斯汀及其兒子邁克爾·奧斯汀（Michael Ostin）共同擔任新組建音樂廠牌夢工廠唱片的負責人。
因為在處理與新視鏡唱片關係的笨拙做法，羅伯特·莫加多從1994年8月開始疏遠了道格·莫里斯。新視鏡唱片是一家由泰德·菲爾德和吉米·洛維恩所創立的在商業上獲得極大成功的音樂廠牌，但華納音樂此時只擁有這家唱片的部分股權。由於莫加多做出了拒絕增持新視鏡唱片的決定，這導致其他唱片公司紛紛表示了對投資新視鏡唱片的興趣。但莫加多對此的回應卻是警告這些唱片公司的高層並要求他們不得收購新視鏡唱片，據說這個舉動激怒了吉米·洛維恩。
而到1994年年底的時候，道格·莫里斯已經在與羅伯特·莫加多的鬥爭中佔據了上風。據當時的媒體報道稱，莫里斯已經與金屬製品達成和解，因為他給出了一份比鮑勃·克拉斯諾離職前所承諾的合約更加優渥的協議。莫加多現在面臨莫里斯即將到來的攤牌，而兩人的矛盾根源就在於莫里斯認為莫加多不許他以他認為的合適方式經營華納音樂集團。1994年10月，莫里斯聯合其他11位華納高層“發動了一場史無前例的叛亂並幾乎使世界上最大的唱片公司陷入癱瘓”。這促使時任時代華納執行長的傑拉爾德·萊文與莫里斯在10月下旬舉行了一次高峰會議；而據稱莫里斯在會議上威脅，若他繼續向莫加多匯報工作，那他將宣佈辭職。
面對來自道格·莫里斯的逼宮，羅伯特·莫加多選擇了妥協。莫加多同意給於莫里斯經營華納音樂集團北美業務的自主權，同時也將莫里斯的職位從運營長提升為北美華納音樂集團的執行長。而在獲得新任命後，莫里斯立即提拔前大西洋唱片總裁丹尼·戈德伯格來管理華納兄弟唱片以藉此對抗莫加多，因為莫加多當時心中已有其他不同的候選人。而與此同時傑拉爾德·萊文還削弱了莫加多監管華納音樂集團旗下負責唱片郵購俱樂部及國際業務的權力。隨後莫里斯又聘請了西爾維婭·羅納與西摩·斯坦因來穩定厄勒克特拉唱片和解決與金屬製品的官司，同時他還說服了傑拉爾德·萊文增持了新視鏡唱片25%的股份，但這個舉措在後來看來不過是一時有效罷了。
這場由羅伯特·莫加多與道格·莫里斯之間爭權奪利而導致的華納音樂集團內訌在1995年5月達到了戲劇性的高潮。當時華納音樂集團旗下三大音樂廠牌的高管紛紛抱怨莫加多損害了莫里斯的權威，而這導致了華納音樂的品牌形象受損；因此傑拉爾德·萊文要求羅伯特·莫加多辭職。雖然莫加多很快就被來自HBO的邁克爾·福克斯所取代，但華納音樂集團的內部動蕩並沒有因此結束。因為福克斯隨即在6月下旬宣佈解僱了莫里斯，理由是莫里斯“一直在領導一場破壞華納音樂穩定的運動以奪取公司的控制權”。而作為莫里斯的最強力盟友，時任華納兄弟唱片總裁的丹尼·戈德伯格也收到了來自福克斯的威脅。戈德伯格最初被告知他只要不參與辦公室政治並專注廠牌的日常管理就可以繼續留任，但戈德伯格很快就以“追求其他發展”而辭去了總裁職務。而時任華納兄弟唱片副總裁的拉斯·泰雷特接任了他的職位。同年8月，華納音樂集團的另一名高管梅爾·勒文特（Mel Lewinter）也宣佈辭職。勒文特當時是華納音樂集團美國業務部門的總裁兼運營長；同時他還曾經是莫里斯的盟友，但他卻在莫里斯的解僱中背叛了莫里斯。不過大眾卻猜測勒文特的辭職應該與華納音樂集團內部稍早期啟動的一項針對不當銷售行為的調查有關；這次調查涉及大西洋唱片的銷售經理尼克·瑪利亞（Nick Maria），據說以瑪利亞為首的內部人員從公司竊取了數十萬張唱片並秘密轉售給零售商，而所得利潤則由零售商和涉事員工分享。早在勒文特辭職前，已經有包括瑪利亞在內的10名高管因為這次調查而失業。勒文特在辭職後隨即起訴了華納音樂集團的不當解僱。
儘管德瑞博士與史努比狗狗都在他們的職業生涯早期取得了極大的商業成功，並因此讓道格·莫里斯決定增持新視鏡唱片的股份到50%；但時至1990年代中期後，華納音樂集團內部已經開始將新視鏡唱片視為公司的負擔。公司的董事和投資者已經因為1992年的“警察殺手單曲爭議事件”而信心大挫，而現在他們又不得不面臨社會對幫派饒舌這種類型音樂的新批評，尤其是新視鏡唱片的聯營廠牌死囚唱片更是這次批評聲浪中的關鍵廠牌。1995年年終，時代華納首先是拒絕發行泰道格幫在新視鏡唱片所出版的專輯《狗糧》而迫使他們不得不尋找外部發行渠道，緊接著時代華納又將他們所持有的死囚唱片股份賣回給它的創始人吉米·洛維恩和泰德·菲爾德，最後時代華納又很快將他們所持有的全部新視鏡唱片股份出售給了MCA音樂娛樂集團。
華納音樂集團內部高管的劇烈變動無疑對其競爭對手們非常有利，丹尼·戈德伯格在辭職後加盟了水星唱片；道格·莫里斯則加盟MCA音樂娛樂集團並領導其重組為環球音樂集團，現在該集團已經是全球最大的唱片公司。1995年11月，邁克爾·福克斯被傑拉爾德·萊文解僱，但華納音樂集團也不得不承擔由其遺留的高達6,000萬美元的“金色降落傘”合約。時代華納的聯合董事長羅伯特·戴利和特里·塞梅爾接管了華納音樂集團的運營。
1998年，西格集團的老闆小埃德加·布隆夫曼舉行了一次會談，旨在讓道格·莫里斯所領導的西格集團轄下的環球音樂與英國老牌唱片公司電氣音樂有限公司進行合併；但這次會談沒有任何結果。隨後，小埃德加·布隆夫曼又監督了維旺迪對環球影業的收購。同時華納音樂集團也在擴大其音樂出版發行的版圖，他們在收購了義大利唱片和音樂出版公司新豐尼塞特拉集團。同年，華納音樂集團還收購了犀牛唱片剩下50%的股份而將其變為自己的全資子公司，不過這次收購不包含位於洛杉磯的犀牛唱片零售店。在這次併購案後，犀牛唱片得以開始重新發行華納 / 重奏及厄勒克特拉 / 庇護所兩大系列廠牌下曲庫的過往唱片。次年，犀牛唱片推出“犀牛手工精製（Rhino Handmade）”子廠牌，用以發行華納音樂旗下相對冷門但卻具有重要意義唱片的限量重製版。

### 2000年代

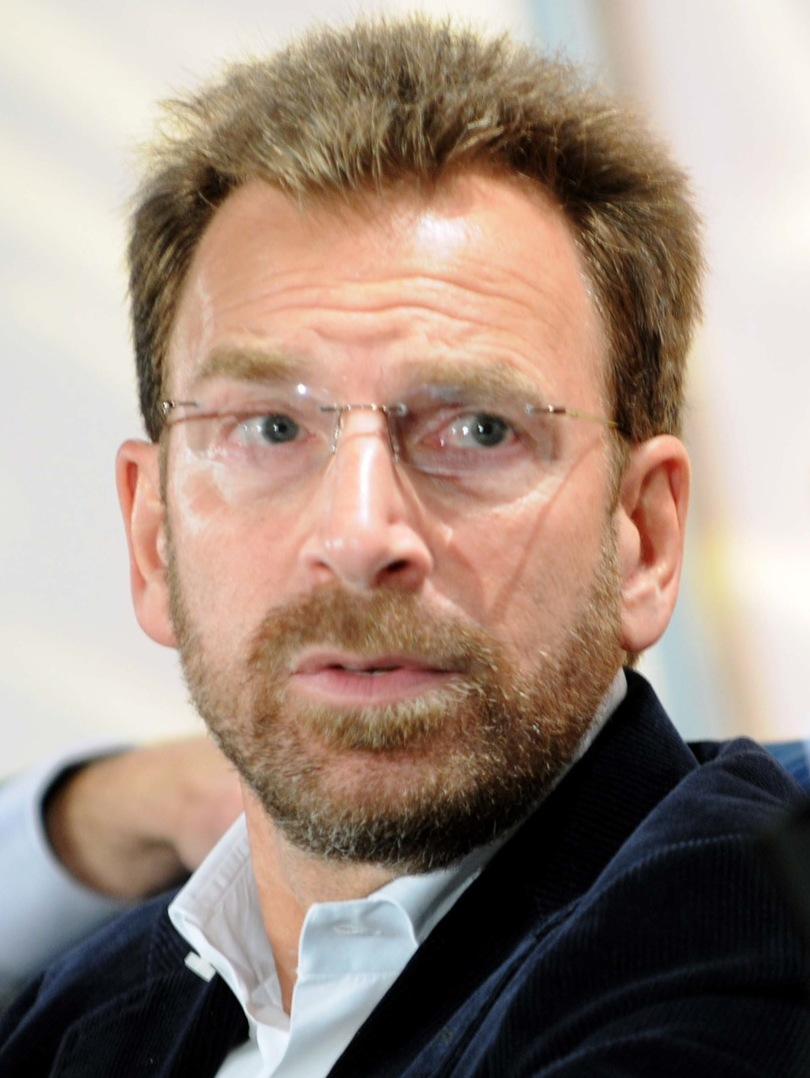
加拿大布隆夫曼家族後裔小埃德加·布隆夫曼於2004年控制了華納音樂集團。

由索爾·巴斯設計的“大寫W”圖案原本是用作華納兄弟娛樂的標誌，但現在被用作華納音樂集團的標誌。

2000年，時代華納娛樂公司完成了與美國當時領先的互聯網服務供應商美國在線完成合併並改組為美國在線時代華納集團。這家新成立的綜合企業集團先是嘗試收購英國唱片公司電氣音樂有限公司（EMI），但卻遭遇失敗。隨後它又將目光投向德國唱片公司貝塔斯曼音樂集團（G），但收購談判很快就陷入困境；其母公司貝塔斯曼最終決定將其出售給索尼旗下的一家合資公司。2002年，美國在線時代華納集團從埃德爾公司手中收購了音樂出版商帝斯頓歌曲（Deston Songs）50%的股份，進一步鞏固了自己在音樂出版行業的地位。但是隨著2000年代初期互聯網泡沫的影響，美國在線的利潤和股票市值開始受到侵蝕。2003年，時代華納將美國在線的名稱從商標中移走，表示對這位表現不佳合作夥伴的排擠。
由於CD售價操縱問題，索尼音樂集團、華納音樂集團、貝塔斯曼音樂集團、電氣音樂有限公司和環球音樂集團等音樂出版發行商及樂之邦、環球娛樂、淘兒唱片等唱片零售商與美國各州在2002年達成一項和解協議，作為對操作價格的賠償，他們將支付6,740萬美元的罰款並向公共機構及非盈利單位贈送價值7,570萬美元的CD，但他們不承認自己有任何不當行為。
為了減輕債務壓力，時代華納（華納傳播公司的繼任公司）最終於2004年同意以26億美元的價格出售給小埃德加·布隆夫曼所領導的一群投資者；此次分拆於2004年2月27日完成。2004年，華納音樂集團開始向一家獨立所有權公司轉型；他們從環球音樂集團（由寶麗金與MCA唱片合併而成）聘請來了唱片業界的重量級人物來奧爾·科恩來試圖降低公司運營成本並提高性能。而當時的時代華納（現為華納兄弟探索）則不再擁有任何華納音樂集團的股份，但是他們可以在分拆三年後選擇最多購入其20%的股份。不過華納音樂集團擁有“華納兄弟盾型標誌”的15年免費使用權，同時還保留了以前華納傳播公司的標誌作為公司主商標。不過隨著免費使用期在2019年5月到期，已經與華納兄弟影業徹底分開的華納兄弟唱片宣佈更名為華納唱片並決定引入新的商標來取代原來的華納盾型標誌。
脫離時代華納之後，華納音樂集團開始通過剝離虧損或低利潤部門來降低公司運營成本。與競爭對手電氣音樂有限公司一樣，為了應對蓬勃發展的數字音樂市場，華納音樂集團做出了歷史性的改變。華納音樂集團關閉或出售其旗下的唱片印刷工廠來逐步退出實體唱片印刷行業，尤其是在美國和荷蘭這些生產成本較高的地區。2003年，華納音樂集團將其在美國的唱片生產資產出售給了辛蘭姆，而這家公司隨後又被時代華納所收購。2005年，總部位於邁阿密的華納兄弟出版公司（Warner Bros. Publications）被出售給阿爾弗雷德音樂出版社；華納兄弟出版社是一家出版印刷了廣泛的樂譜、書籍、教育材料、管弦樂譜、編曲和教程的出版社。但是這次出售的資產中並不包含華納音樂集團旗下諾言音樂（Word Music）的印刷出版業務，這家音樂出版社主要印刷出版教會聖歌、合唱音樂及相關器樂的樂譜。
2006年5月3日，華納音樂集團拒絕了來自電氣音樂有限公司的收購邀請；隨後他們決定反向收購電氣音樂有限公司，但電氣音樂有限公司也拒絕了他們。2007年8月，電氣音樂有限公司被泰豐資本收購。而華納音樂集團卻在2009年發行了總值11億美元的公司債券，這代表其財務狀況非常良好；這與電氣音樂有限公司表現疲軟及負債纍纍的現狀形成對比，於是有關華納音樂集團將再次收購電氣音樂有限公司的傳聞甚囂塵上。同年華納音樂集團收購了雷光碟和走鵑唱片。
2009年6月，在稍早從YouTube撤下相應內容後，華納音樂集團與其達成了新的授權協議。根據這份新的協議，華納音樂集團不僅可以利用其版權內容從YouTube上直接獲得廣告收益，同時那些利用華納音樂集團版權音樂製作的視頻也需要支付相應費用並與YouTube分享收入，且還會與YouTube合作為其內容及相應頻道提供“付費級”服務。
2007年12月27日，華納音樂集團宣佈他們將通過亞馬遜MP3銷售那些沒有數字版權管理的數字音樂，這是當時第三家採取這種銷售方式的主流唱片公司。2008年，《紐約時報》報道華納音樂集團旗下的大西洋唱片成為美國首家數字音樂在美銷售額超過其總銷售額一半的主流唱片公司。2010年，《快公司》雜誌報道了華納音樂集團在其唱片業務部門的轉型努力，例如它重新定義了自己與藝人的關係，以及透過將自身業務擴展到音樂產業不斷增長的領域實現了收入來源多元化。
2008年，華納音樂集團聯合其他幾家主要音樂廠牌對音樂流媒體服務公司Spotify進行了投資。
由於華納音樂集團與Google之間的授權協議談判在2008年陷入停滯，這導致華納音樂集團旗下的版權視頻在YouTube上被盡數刪除。2009年，有報道稱兩家公司達成了新的授權協議，相關視頻又重新上架了YouTube。截至2017年，兩家公司的授權協議得到了再次延長。
2009年，華納音樂接管了EMI在東南亞和韓國的音像產品發行業務，包括較新的本土發行，該協議於2008年9月宣布。兩家公司此前已在印度、中東和北非建立了成功的合作夥伴關係，自2005年起，EMI在這些地區銷售和發行華納音樂的實體產品。

### 2010年代

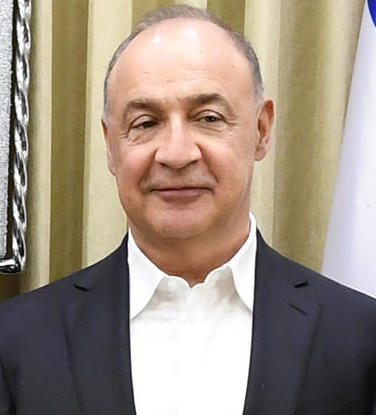
阿卡斯工業創始人萊恩·布拉瓦特尼克。該公司於2011年收購了華納音樂集團。

2010年6月，華納音樂集團與MTV網絡建立合作夥伴關係，一方面華納音樂集團允許MTV網絡在其優質內容上獨家銷售廣告，而另一方面華納音樂集團視頻的觀看次數也會被計入MTV網絡的觀看次數。
2011年5月，華納音樂集團宣佈以33億美元的價格將其出售給由前蘇聯出生的億萬富豪萊恩·布拉瓦特尼克所控制的綜合企業——阿卡斯工業。這個收購價格相當於華納音樂集團每股價值8.25美元；這相較於6個月前平均價格高出34%，也相較於前一日價格要高出4%，但相較於2007年以來的股價還是下降了70%。根據《華爾街日報》的報道，此次出售結束了華納音樂集團長達三個月的沽售期。在此期間，還有洛杉磯的湯姆與亞力克·戈爾斯兄弟以及索尼集團也試圖收購華納音樂集團。在宣佈收購之前，萊恩·布拉瓦特尼克其實已經是華納音樂集團的股東和前董事會成員。此次收購於2011年7月20日完成，隨後公司也完成了私有化。2011年8月，史蒂芬·庫珀取代小埃德加·布隆夫曼成為華納音樂集團執行長，而布隆夫曼則轉而擔任集團的董事長。而小埃德加·布隆夫曼也最終於2012年1月31日宣佈辭去華納音樂集團董事長一職。

#### 併購EMI
2013年，華納音樂集團以4.87億英鎊（約合7.65億美元）的價格從環球音樂集團手中收購原本隸屬電氣音樂有限公司（EMI）旗下的帕洛風唱片、EMI古典和電氣音樂有限公司在部分地區的業務。早前就有報道指出華納音樂集團曾就收購電氣音樂有限公司的唱片音樂業務而與其展開過談判，但最後該業務被環球音樂集團購得。歐盟委員會於2013年5月批准了這次出售，而華納音樂集團也於同年7月1日完成收購。收購完成後，EMI古典被併入到華納音樂集團旗下的華納古典；而維京古典則被併入到重新復活的厄剌托唱片。2013年11月，在對原收購價格進行仲裁後，華納音樂集團不得不向環球音樂集團額外支付了3,000萬歐元才完成對帕洛風唱片的最終收購。
為了滿足在收購帕洛風唱片期間與獨立音樂公司協會及梅林網絡的協議，華納音樂集團需要向各獨立唱片公司出售價值超過2億美元的版權曲庫。有意購入這些版權曲庫的獨立唱片公司需要在2014年2月28日之前告知華納音樂集團其意向，並還需取得曲庫創作者的同意。截至當年3月，有超過140家獨立唱片公司向華納音樂集團求購11,000多名藝人的版權曲庫，而涉及交易金額達到了遠高預期的60億美元。2016年3月，路邊唱片買下了華納音樂集團所持有的世界娛樂80%的股份；但華納音樂集團將繼續擁有該廠牌唱片的發行權。2016年4月，華納音樂集團確認了其出售的首位藝人曲庫是英國樂團電台司令的舊作曲庫，而購入方是加大號唱片。而到了2016年5月底，華納音樂集團又宣佈已將其所有的蝶蛹唱片及所屬10名藝人的版權曲庫全數出售給了藍雨衣音樂，這些藝人包括女孩以外、史蒂夫·哈雷與考克尼反叛者和露辛達·威廉姆斯等。2016年9月，奈特沃克音樂集團從華納音樂集團處購入了古斯特和空降樂團兩支搖滾樂團的專輯曲庫。
2017年4月，華納音樂集團同意將所屬的獨立發行商斑馬革命出售給它的創始人。2017年6月1日，華納音樂集團向多家獨立唱片公司出售了旗下多位藝人的版權曲庫，例如將勁辣薯片和吵鬧公雞出售給多米諾唱片公司；湯姆·威茲出售給反對唱片；霍華德·瓊斯、恐龍二世和金·懷爾德出售給櫻桃紅唱片。宇宙音樂集團收購了珀·格斯爾和瑪麗·芙瑞德克森的曲庫版權，但是尼爾·芬恩的曲庫版權卻被他自己所成立的萊斯特唱片（Lester Records）所收購。2017年7月6日，因為音樂收購了10位法國藝人的曲庫版權和倫敦唱片的大部分舊作曲庫版權，同時還收購了貝塔樂團的曲庫；而協和音樂集團則收購了珠兒、賽吉歐·門德斯、R.E.M.、旅行威爾伯里樂隊及其他一些搖滾樂、藍調樂和爵士樂藝人的曲庫版權。2017年8月，檸檬頭樂團和土撥鼠樂團被移籍到烈火唱片。2017年10月，趾高氣昂唱片收購了帕特里斯·拉什和米瑞安·馬卡貝的專輯版權。
2017年11月，T.I.的曲庫版權被宣佈出售給辛克音樂集團。圓丘音樂的前身“驚叫爹爹（Woah Dad!）”也購入了包括基奇·馬里、艾絲黛兒和幾位瑞典藝人在內的20位音樂人的曲庫版權，而信仰數碼也購入了EMF樂團和幾位法國藝人的曲庫版權。剃刀領帶工業則於2018年4月從華納音樂集團手中購入了包括甜蜜射線和肥喬在內7位藝人的曲庫版權。同年5月，新態音樂（New State Music）收購了保羅·歐肯弗德和骯髒維加斯的曲庫版權。
除了上述公司之外，其他還參與了本次曲庫版權購買的獨立音樂廠牌還有回聲廠牌（托馬斯·多爾比、太空漫遊者和超級雜草）、天然聲響（羅伊·埃爾斯）、51州陰謀（唐納文）、重溫舊響唱片（失敗樂團）、進化音樂集團（大人物樂團）、斯堪的納維亞遊樂場音樂（奧勒·阿道夫森）、金屬刀鋒唱片（鑽石國王）、快魚音樂（曼森樂團）及其子廠牌凱斯科普（刺蝟上樹樂團）、菲尼克斯音樂國際（露露）、鈷音樂唱片（惡魔陛下樂團），以及收購了其於2002年之前在華納所發行唱片的曲庫版權和努比亞品牌、大出版者、新俱樂部樂團及英俊男孩造型學校的《白人》專輯版權的淘小子音樂。原本所有交易都應該在2017年9月30日前完成，但後續還是有一些交易發生。

#### 業務擴張
2012年10月，華納音樂集團成為最後幾家與Google音樂服務達成合作協議的主流唱片公司，同時它也是最後幾家與Spotify簽約的音樂廠牌之一。
2013年6月，華納音樂集團收購了慶典唱片（Gala Records），這是EMI的長期經銷商之一；在收購慶典唱片後，華納音樂集團成功將其業務拓展到了俄羅斯。同年稍晚的時候，華納音樂俄羅斯公司同意為迪士尼音樂集團和索尼音樂集團在俄羅斯當地發行它們的專輯。也是當年稍晚的時候，華納音樂集團與清晰頻道通信公司達成協議，華納音樂旗下藝人因此第一次獲得來自地面廣播電台播放其版權作品所支付的收益。而清晰頻道通信公司則將以優惠價格獲得流媒體授權以在其所有的iHeartRadio在線服務及其他網絡平台上播放華納音樂的版權歌曲。有人指出，華納音樂與清晰頻道通信公司的這次合作將迫使索尼音樂、環球音樂等其他音樂廠牌與清晰頻道通信公司達成類似的合作協議。
2017年，華納音樂集團組建了自己的影視部門——華納音樂娛樂（Warner Music Entertainment）。該部門最初由前米高梅主管查理·科恩（Charlie Cohen）領導，但在2020年3月則改為聘請原雷德利·斯科特創意集團（Ridley Scott Creative Group）的娛樂主管凱特·謝潑德（Kate Shepherd）負責。該部門隨後與想象娛樂合作製作了國家地理頻道的限定劇《世紀天才：艾瑞莎》；這項合作於2020年7月促成了一項音樂作品的聯合製作和聯合融資協議。
2022年2月，華納音樂集團宣佈收購了位於印度南部的發行公司美聲音樂（Divo Music）的控股權。

#### 國際發展
2013年11月14日，華納音樂集團決定將其在中東地區的發行業務交由環球音樂負責，這是由於EMI在該地區的分支機構整合所致。而印度索尼音樂將負責華納音樂集團在印度、斯里蘭卡和除孟加拉國以外的其他南盟地區的發行業務。2013年12月，華納音樂集團收購了其未持有的加洛唱片（Gallo）股份後，開始運營這家全資擁有的南非子公司。2014年4月，華納音樂集團宣佈收購中國唱片公司金牌大風。

## 音樂廠牌

### 藝術音樂
2017年6月6日，華納音樂集團宣佈成立一個新的事業部門——藝術音樂公司（Arts Music, Inc.）；該部門著眼於那些超出主流流行音樂邊界的音樂，由一些古典樂、爵士樂、兒童音樂以及電影和音樂劇配樂的音樂廠牌所組成。該部門由總裁凱文·戈雷（Kevin Gore）領導，並向華納音樂集團內負責獨立發行和服務的機構國際非主流發行聯盟總裁伊利亞赫·西頓（Eliah Seton）負責。與此同時，位於法國巴黎並原由總裁阿蘭·蘭賽隆（Alain Lanceron）領導的華納古典（包括厄剌托唱片等廠牌）都被劃入這個新部門。此外，該部門還與戲劇音樂公司閃光爆裂 / 幽魂燈光唱片（Sh-K-Boom/Ghostlight Records）成立了一家合資公司；這家公司的創始人兼總裁庫爾特·多伊奇（Kurt Deutsch）隨後被任命為華納 / 查普爾音樂負責戲劇和曲庫開發的資深副總裁。
2018年11月，藝術音樂與芝麻街工作室簽署一項多年合作協議以自2019年開始復興芝麻街唱片。2019年6月，華納音樂集團收購了音樂劇演員唱片公司首演唱片（First Night Record）並將該公司劃歸藝術音樂公司。2019年6月24日，該部門推出了與美國賀卡公司（現名雲司娛樂）的授權合作廠牌用以發行霍莉·霍比系列的主題曲，這項合作將長達多年。2019年7月，熊熊工廠與藝術音樂及華納查普爾音樂展開合作，他們將和帕特里克·休斯（Patrick Hughes）、哈維·羅素（Harvey Russell）一同開發“熊熊工廠”這個廠牌。
2020年5月1日，美國玩具製造及娛樂公司美泰與藝術音樂達成合作並授權其成為自己曲庫的獨家發行商。根據這份協議，藝術音樂將從當年5月8日為美泰發行《托馬斯和朋友們》的生日專輯開始為美泰旗下數百張“過去從未發行”及新發行的單曲與專輯提供數字分發。因此當初包括《精靈高中紐約篇》原聲帶在內的原本通過與環球影業的發行協議而獲得美泰歌曲發行權的環球音樂集團所出版的相關專輯只能通過“美泰—藝術音樂”這個化名廠牌交由國際非主流發行聯盟發行。

## 出版業務
華納查普爾音樂的歷史可以追溯到1811年於英國倫敦所建立的查普爾公司，這是一家樂譜出版和樂器製造公司。1929年，時任華納兄弟影業總裁的傑克·華納成立了音樂出版商控股公司（Music Publishers Holding Company）；他成立該公司旨在收購音樂版權以便為其製作的電影提供廉價配樂。1987年，華納兄弟影業的母公司華納傳播（Warner Communications）從寶麗金手中收購了查普爾公司。該公司的樂譜出版業務被分拆給華納兄弟出版（Warner Bros. Publications），後來華納兄弟出版於2005年6月1日被出售給阿爾弗雷德音樂。
華納查普爾音樂擁有出版權的已過世作曲家包括科爾·波特、理察·羅傑斯和勞倫茲·哈特等。同時它還在1930年代到1940年代為百老匯音樂劇產業運營過一個營利編曲部門，這個部門囊括了諸多室內音樂編曲家，如羅伯特·拉塞爾·班尼特、唐·沃克、特德·洛伊爾、漢斯·斯皮亞萊克等。接旨1940年年代，他們為百老匯策劃了約90%的編曲。

### 腳註
1. ↑  自2001年開始，華納音樂集團在美國境外都被稱為“華納音樂”。
2. ↑  擁有華納音樂集團72%的股權及98%的投票權（英语：Voting interest）。

### 出典
1. ↑  . 美國證券交易委員會. 2024-09-30  [2024-11-30].
2. ↑  Andrew Flanagan. . 全國公共廣播電台. 2020-06-03  [2024-11-30].
3. ↑  Joshua Franklin; C Nivedita. . 路透社. 2020-06-04  [2024-11-30].
4. ↑  Ed Christman. . 公告牌. 2011-07-20  [2024-11-30]. （原始内容存档于2011-07-24）.
5. ↑  . 華納兄弟唱片.   [2024-12-01]. （原始内容存档于2011-07-16）.
6. ↑  Duane Byrge; Mike Barnes. . 好萊塢報道. 2018-07-09  [2024-12-01].
7. ↑  Stephen M. Deusner. . 華盛頓郵報. 2008-12-17  [2024-12-01].
8. ↑  Murray Schumach. . 紐約時報 (紐約時報公司). 1963-08-08: 19  [2024-12-01].
9. ↑  Jem Aswad. . 公告牌. 2016-04-26  [2024-12-01].
10. ↑  Seay 1996，第36頁.
11. 1 2  Goodman 1998，第146頁.
12. ↑  Stay Tuned. . 犀牛娛樂（英语：Rhino Entertainment）. 2013-06-25  [2024-12-06].
13. ↑  Goodman 1998，第146-147頁.
14. ↑  Goodman 1998，第248頁.
15. 1 2  Seay 1996，第40頁.
16. ↑  . Discogs.   [2024-12-06].
17. ↑  . Ketupa.net.   [2024-12-06]. （原始内容存档于2011-02-17）.
18. ↑  . Billboard. Vol. 83 no. 27 (Nielsen Business Media, Inc.). 1971-07-03: 3. ISSN 0006-2510 –Google Books.
19. ↑  Blevins, Brian. . Billboard. Vol. 83 no. 13 (Nielsen Business Media, Inc.). 1971-03-27: 54. ISSN 0006-2510 –Google Books.
20. ↑  . Billboard. Vol. 83 no. 16 (Nielsen Business Media, Inc.). 1971-04-17: 3. ISSN 0006-2510 –Google Books.
21. ↑  Connie Bruck. . Simon and Schuster. 2013-04-02. ISBN 9781476737706. OCLC 1086102756.
22. ↑  Goodman 1998，第240-241頁.
23. ↑  Goodman 1998，第249-250頁.
24. ↑  . Free Oldies Music Portal. 1977-07-02  [2024-12-07]. （原始内容存档于2018-10-20）.
25. ↑  . Superseventies.com.   [2024-12-07].
26. ↑  Leslie Wayne. . 紐約時報 (紐約時報公司). 1984-01-08: 3-1  [2024-12-07].
27. ↑  Michael A. Hiltzik. . 洛杉磯時報. 1985-08-27  [2024-12-07].
28. ↑  . HITS Digital Ventures. 2011-05-06  [2024-12-07].
29. ↑  Floyd Norris. . 紐約時報. 1989-03-05  [2024-12-07].
30. ↑  Roger Cohen. . 紐約時報 (紐約時報公司). 1992-12-21: A1  [2024-12-08].
31. 1 2 3 4 5 6 7  Chuck Philips. . 洛杉磯時報. 1995-05-03  [2024-12-08].
32. ↑  Sheila Rule. . 紐約時報 (紐約時報公司). 1993-01-29: C6  [2024-12-08].
33. ↑  Sallie Hofmeister. . 紐約時報 (紐約時報公司). 1994-11-01: D1  [2024-12-08].
34. ↑  Chuck Philips. . 洛杉磯時報. 1994-08-16  [2024-12-08].
35. ↑  . 彭博社.   [2024-12-08]. （原始内容存档于2014-03-28）.
36. ↑  Sallie Hofmeister. . 紐約時報 (紐約時報公司). 1994-10-28: D2  [2024-12-09].
37. 1 2  Mark Landler. . 紐約時報 (紐約時報公司). 1995-05-04: D1  [2024-12-09].
38. ↑  Stephen Fried. . The Stacks Reader. Variety. 1995-02  [2024-12-09].
39. ↑  Chuck Philips. . 洛杉磯時報. 1995-02-03  [2024-12-09].
40. ↑  Chuck Philips. . 洛杉磯時報. 1995-08-03  [2024-12-09].
41. ↑  . 紐約每日新聞. 1995-04-06  [2024-12-09].
42. ↑  Chuck Philips. . 洛杉磯時報. 1995-08-07  [2024-12-09].
43. ↑  Mark Landler. . 紐約時報 (紐約時報公司). 1995-09-28: D20  [2024-12-11].
44. ↑  . Cityfile Inc.   [2024-12-11]. （原始内容存档于2011-09-28）.
45. ↑  Mark Landler. . 紐約時報 (紐約時報公司). 1995-11-17: D5  [2024-12-11].
46. ↑  Chuck Philips. . 洛杉磯時報. 1995-11-17  [2024-12-11].
47. ↑  David Rooney. . Variety. 1998-05-30  [2024-12-11].
48. ↑  . Ketupa.net.   [2024-12-12]. （原始内容存档于2016-02-01）.
49. ↑  David Lieberman. . 今日美國報. 2002-09-30  [2024-12-12].
50. ↑  . 華納音樂集團.   [2024-12-12]. （原始内容存档于2006-11-10）.
51. ↑  Gail Mitchell. . 公告牌. 2019-05-28  [2024-12-12].
52. ↑  . 華納音樂集團. 2006-05-03  [2024-12-12]. （原始内容存档于2006-11-09）.
53. ↑  . BBC新聞. 2008-01-15  [2024-12-12].
54. ↑  Glenn Peoples. . 公告牌. 2009-05-21  [2024-12-12]. （原始内容存档于2009-06-18）.
55. ↑  Antony Bruno. . 好萊塢報道. 2009-09-29  [2024-12-12].
56. ↑  Jeff Leeds. . 紐約時報. 2006-09-19  [2024-12-12].
57. ↑  Jeff leeds. . 紐約時報. 2007-12-28  [2024-12-30]. （原始内容存档于2008-12-11）.
58. ↑  Tim Arango. . 紐約時報. 2008-11-25  [2024-12-30]. （原始内容存档于2019-04-13）.
59. ↑  Michael Fitzgerald. . 快公司. 2010-07-01  [2024-12-30]. （原始内容存档于2010-08-30）.
60. ↑  . 美通社. 2008-10-07  [2024-12-30]. （原始内容存档于2011-06-08）.
61. ↑  Michael Arrington. . TechCrunch. Yahoo. 2009-08-04  [2024-12-30].
62. ↑  Peter Kafka. . All Things Digital. 道瓊斯公司. 2008-12-20  [2024-12-31]. （原始内容存档于2011-05-12）.
63. ↑  Daniel Kreps. . 滾石. 2009-01-16  [2024-12-31].
64. ↑  Daniel Kreps. . 滾石. 2009-09-28  [2024-12-31].
65. ↑  Jem Aswad. . Variety. 2017-05-05  [2024-12-31].
66. ↑  . 華納音樂集團. 2009-08-08  [2024-12-31].
67. ↑  Ethan Smith. . Speakeasy Blog. 華爾街日報. 2010-09-08  [2025-01-02]. （原始内容存档于2018-09-20）.
68. ↑  . 路透社. 2011-05-11  [2025-01-02].
69. ↑  David B. Wilkerson. . MarketWatch. 道瓊斯公司. 2011-05-06  [2025-01-02].
70. ↑  . 華爾街日報. 2011-05-06  [2025-01-02].
71. ↑  Michael J. de la Merced; Ben Sisario. . DealBook. 紐約時報. 2011-05-06  [2025-01-02].
72. ↑  Chris Morris. . Variety. 2011-07-20  [2025-01-02].
73. ↑  Ed Christman. . 公告牌. 2011-08-19  [2025-01-02]. （原始内容存档于2012-11-17）.
74. ↑  . 公告牌. 2011-12-05  [2025-01-02]. （原始内容存档于2012-01-11）.
75. ↑  . 華納音樂集團. 2013-02-07  [2025-01-02]. （原始内容存档于2014-08-17）.
76. ↑  Ben Sisario. . Media Decoder Blog. 紐約時報. 2013-02-07  [2025-01-02].
77. ↑  Ben Sisario. . 紐約時報. 2012-09-22  [2025-01-02].
78. ↑  Billboard Staff; Ed Christman. . 公告牌. 2013-05-15  [2025-01-02]. （原始内容存档于2013-06-13）.
79. ↑  . 公告牌. 2013-07-01  [2025-01-02]. （原始内容存档于2013-07-08）.
80. ↑  BBC音樂雜誌. . Classical-Music.com. Our Media Ltd. 2013-07-24  [2025-01-02].
81. ↑  Tim Ingham. . 世界音樂產業（英语：Music Business Worldwide）. 2015-08-03  [2025-01-02].
82. 1 2  Ed Christman. . 公告牌. 2014-03-03  [2025-01-02]. （原始内容存档于2018-08-01）.
83. ↑  Tim Ingham. . 世界音樂產業（英语：Music Business Worldwide）. 205-03-19  [2025-01-02].
84. ↑  Nate Rau. . 田納西人報（英语：The Tennessean）. 2015-03-02  [2025-01-02].
85. ↑  Alex Young. . 後果. 2016-04-04  [2025-01-02].
86. ↑  Tim Ingham. . 世界音樂產業（英语：Music Business Worldwide）. 2016-06-01  [2025-01-02].
87. ↑  George Garner. . 音樂周刊. 2017-07-18  [2025-01-02].
88. ↑  Tim Ingham. . 世界音樂產業（英语：Music Business Worldwide）. 2016-07-07  [2025-01-02].
89. ↑  Andre Paine. . 音樂周刊. 2017-10-31  [2025-01-02].
90. ↑  Tim Ingham. . 世界音樂產業（英语：Music Business Worldwide）. 2016-09-28  [2025-01-02].
91. ↑  Marc Schneider. . 公告牌. 2017-04-03  [2025-01-03].
92. ↑  George Garner. . 音樂周刊. 2017-05-22  [2025-01-03].
93. ↑  Dave Roberts. . 世界音樂產業（英语：Music Business Worldwide）. 2017-06-01  [2025-01-03].
94. ↑  Tim Ingham. . 世界音樂產業（英语：Music Business Worldwide）. 2017-07-06  [2025-01-03].
95. ↑  Tim Ingham. . 世界音樂產業（英语：Music Business Worldwide）. 2017-07-06  [2025-01-03].
96. ↑  Nicolas Madelaine. . 回聲報. 2017-08-10  [2025-01-03].
97. ↑  Mark Sutherland. . 音樂周刊. 2017-09-29  [2025-01-03].
98. ↑  . 世界音樂產業（英语：Music Business Worldwide）. 2017-08-14  [2025-01-03].
99. ↑  Andre Paine. . 音樂周刊. 2017-10-18  [2025-01-03].
100. ↑  Dan Rys. . 公告牌. 2017-11-09  [2025-01-03].
101. ↑  Johan Lindqvist. . 哥德堡郵報（英语：Göteborgs-Posten）. 2017-11-15  [2025-01-03].
102. ↑  Rhian Jones. . 世界音樂產業（英语：Music Business Worldwide）. 2018-04-17  [2025-01-03].
103. ↑  . Record of the Day. 2018-05-16  [2025-01-03].
104. ↑  . 音樂周刊. 2017-08-29  [2025-01-03].
105. ↑  Ben Sisario. . Media Decoder. 紐約時報. 2012-10-29  [2025-01-04].
106. ↑  . Bio Bio Comunicaciones. 2013-06-18  [2025-01-04]. （原始内容存档于2013-06-20）.
107. ↑  Vladimir Kozlov. . 好萊塢報道. 2013-11-25  [2025-01-04].
108. ↑  Chris Cooke. . 音樂資訊全覽（英语：Complete Music Update）. 2013-12-10  [2025-01-04]. （原始内容存档于2017-10-01）.
109. ↑  Claire Atkinson. . 紐約郵報. 2013-09-12  [2025-01-04].
110. ↑  Jem Aswad; Rebecca Davis. . Variety. 2020-06-12  [2025-01-04].
111. ↑  Cynthia Littleto. . Variety. 2020-07-06  [2025-01-04].
112. ↑  . 華納音樂集團. 2023-02-08  [2025-01-04].
113. ↑  Marc Schneider. . 公告牌. 2017-06-06  [2024-11-30].
114. ↑  Lorie Hollabaugh. . Music Row Enterprises, LLC. 2017-06-06  [2024-11-30].
115. ↑  Jem Aswad. . Variety. 2017-06-06  [2024-11-30].
116. ↑  . Music Business Worldwide. 2018-11-27  [2024-11-30].
117. ↑  . Variety. 2019-07-15  [2024-12-01].
118. ↑  Elizabeth Foster. . Kidscreen（英语：Brunico Communications）. 2019-06-24  [2024-12-01].
119. ↑  Tatiana Cirisano. . 公告牌. 2019-07-09  [2024-12-01]. （原始内容存档于2019-07-09）.
120. ↑  Ethan Millman. . 滾石. 2020-05-01  [2024-12-01].
121. ↑  . 美泰. 2020-05-01  [2024-12-01]. （原始内容存档于2020-09-28）.
122. ↑  . Variety. 2020-05-01  [2024-12-01].
123. ↑  . 華納音樂集團. 2020-05-01  [2024-12-01].
124. ↑  Eamonn Forde. . Music Ally. 2020-05-04  [2024-12-01].

### 文獻
- Goodman, Fred.  2nd Edition. Knopf Doubleday Publishing Group. 1998. ISBN 9780679743774.
- Seay, David. . Billboard. Vol. 108 no. 35 (Nielsen Business Media, Inc.). 1996: 36–58. ISSN 0006-2510 –Google Books.

## 外部連接
- 官方网站
- 華納音樂集團股份有限公司的商業數據：  - Google
  - Reuters
  - SEC filings
  - Yahoo!